# Manami Fujioka
Manami Fujioka (藤岡麻菜美?, Fujioka Manami; Chiba, 1º febbraio 1994) è una cestista giapponese.

## Carriera
Con il Giappone ha disputato i Campionati mondiali del 2018.